# Camille Bloch
Camille Bloch (* 28. April 1891 in Bern; † 8. Dezember 1970 ebenda) war ein Schweizer Schokoladen-Fabrikant.
Nach einer kaufmännischen Lehre bei der Chocolat Tobler AG arbeitete er zunächst als Handelsvertreter und ab 1926 als selbständiger Schokoladehändler. 1929 gründete er in Bern die Schokoladefabrik Chocolats Camille Bloch, welche 1935 nach Courtelary in den Berner Jura umzog und ab 1942 grosse Erfolge mit einem Schokoriegel namens Ragusa feierte. 
Camille Bloch liegt auf dem Jüdischen Friedhof Bern begraben. 
Camille Bloch ist Vater von Rolf Bloch, dem ehemaligen Präsidenten des Schweizerischen Israelitischen Gemeindebunds.